# Progress of Theoretical and Experimental Physics
Progress of Theoretical and Experimental Physics (PTEP) és una revista científica avaluada per experts de periodicitat mensual, publicada per l'Oxford University Press en nom de la Societat de Física del Japó. Va ser establerta com a Progress of Theoretical Physics el juliol de 1946 per Hideki Yukawa i va canviar al seu nom actual el gener de 2013.
Progress of Theoretical and Experimental Physics forma part de la iniciativa d'accés obert SCOAP3.